# Vjatjaslaŭ Makaranka
Vjatjaslaŭ Mikalajevitj Makaranka (belarusiska: Вячаслаў Мікалаевіч Макаранка), född den 19 september 1975 i Gomel i Vitryska SSR i Sovjetunionen (nu Homel i Belarus)  , är en belarusisk före detta brottare som tog OS-brons i mellanviktsbrottning i den grekisk-romerska klassen 2004 i Aten.